# Jaime Felipa
Jaime Antonio Felipa (13 de junio de 1944-6 de marzo de 2011) fue un deportista antillano que compitió en judo. Ganó dos medallas en los Juegos Panamericanos en los años 1975 y 1979.
Participó en los Juegos Olímpicos de Montreal 1976, donde finalizó duodécimo en la categoría de +93 kg.

## Palmarés internacional
| Juegos Panamericanos | Juegos Panamericanos      | Juegos Panamericanos | Juegos Panamericanos |
| Año                  | Lugar                     | Medalla              | Categoría            |
| -------------------- | ------------------------- | -------------------- | -------------------- |
| 1975                 | Ciudad de México (México) | Medalla de plata     | Abierta              |
| 1979                 | San Juan (Puerto Rico)    | Medalla de bronce    | +95 kg               |